# Laura Smulders
Laura Smulders (Nimega, 9 de diciembre de 1993) es una deportista neerlandesa que compite en ciclismo en la modalidad de BMX. Su hermana Merel compite en el mismo deporte.
Participó en cuatro Juegos Olímpicos de Verano, entre los años 2012 y 2024, obteniendo una medalla de bronce en Londres 2012, el séptimo lugar en Río de Janeiro 2016 y el cuarto en París 2024.
Ganó siete medallas en el Campeonato Mundial de Ciclismo BMX entre los años 2014 y 2023, y siete medallas en el Campeonato Europeo de Ciclismo BMX entre los años 2014 y 2025.

## Palmarés internacional
| Juegos Olímpicos   | Juegos Olímpicos         | Juegos Olímpicos  | Juegos Olímpicos |
| Año                | Lugar                    | Medalla           | Competición      |
| ------------------ | ------------------------ | ----------------- | ---------------- |
| 2012               | Londres (Reino Unido)    | Medalla de bronce | Carrera          |
| Campeonato Mundial |                          |                   |                  |
| Año                | Lugar                    | Medalla           | Competición      |
| 2014               | Róterdam (Países Bajos)  | Medalla de oro    | Contrarreloj     |
| 2014               | Róterdam (Países Bajos)  | Medalla de bronce | Carrera          |
| 2016               | Medellín (Colombia)      | Medalla de plata  | Contrarreloj     |
| 2018               | Bakú (Azerbaiyán)        | Medalla de oro    | Carrera          |
| 2019               | Heusden-Zolder (Bélgica) | Medalla de plata  | Carrera          |
| 2021               | Papendal (Países Bajos)  | Medalla de bronce | Carrera          |
| 2023               | Glasgow (Reino Unido)    | Medalla de plata  | Carrera          |
| Campeonato Europeo |                          |                   |                  |
| Año                | Lugar                    | Medalla           | Competición      |
| 2014               | Roskilde (Dinamarca)     | Medalla de oro    | Carrera          |
| 2015               | Erp (Países Bajos)       | Medalla de bronce | Carrera          |
| 2017               | Burdeos (Francia)        | Medalla de oro    | Carrera          |
| 2018               | Glasgow (Reino Unido)    | Medalla de oro    | Carrera          |
| 2019               | Valmiera (Letonia)       | Medalla de oro    | Carrera          |
| 2024               | Verona (Italia)          | Medalla de plata  | Carrera          |
| 2025               | Valmiera (Letonia)       | Medalla de bronce | Carrera          |